# 寿禧和碩公主
寿禧和碩公主（じゅきわさくこうしゅ、道光21年12月26日（1842年2月5日） - 同治5年8月2日（1866年9月10日））は、清の第8代皇帝 道光帝の娘（八女）。生母は彤貴妃舒穆魯氏。

## 生涯

### 幼少期
道光21年（1842年）12月26日 に誕生。
生母は当時彤貴妃であった舒穆魯（シュムル）氏であった。
咸豊5年（1855年）11月、寿禧和碩公主の封号を授かり、副都統熙拉布（シラブ）の子である 瑞林（ズイリン） に降嫁することが決まった。
咸豊10年（1860年） に、瑞林はザラフンガ（扎拉豊阿） に改名。

### 婚姻と冊封
同治2年（1863年）10月、正式にザラフンガと婚姻。
同年 11月7日、寿禧和碩公主は「回門（結婚後の里帰り）」を行い、公主と夫のザラフンガは 蟒袍補服（高官用の礼服） を着て礼を執り行った。
その際、公主の母彤太妃は寿安宮にて婿へ食事を振る舞った。
同年末、清廷より官房租庫（政府の賃貸収入）から、寿禧和碩公主と寿荘和碩公主にそれぞれ500両（銀貨）の支給が決定した。
しかし、公主府の財政難が明らかとなり、翌年には支給額が各800両に増額された。
寿禧和硕公主の冊封式は、同治2年（1863年）11月25日辰時（午前7～9時） に行われた。
しかし、当時の清朝は財政困難であり、公主の金冊（封爵の証となる金の書簡）は、金ではなく銀に金メッキを施したもの であった。

### 早逝
同治5年（1866年）8月2日 に薨去。
翌日、皇帝の命により孚郡王が10名の侍衛を率いて弔問し、遺体の奉移の際には鐘郡王が10名の侍衛を率いて葬儀に参列した。